# Liste der portugiesischen Botschafter in den Vereinigten Staaten

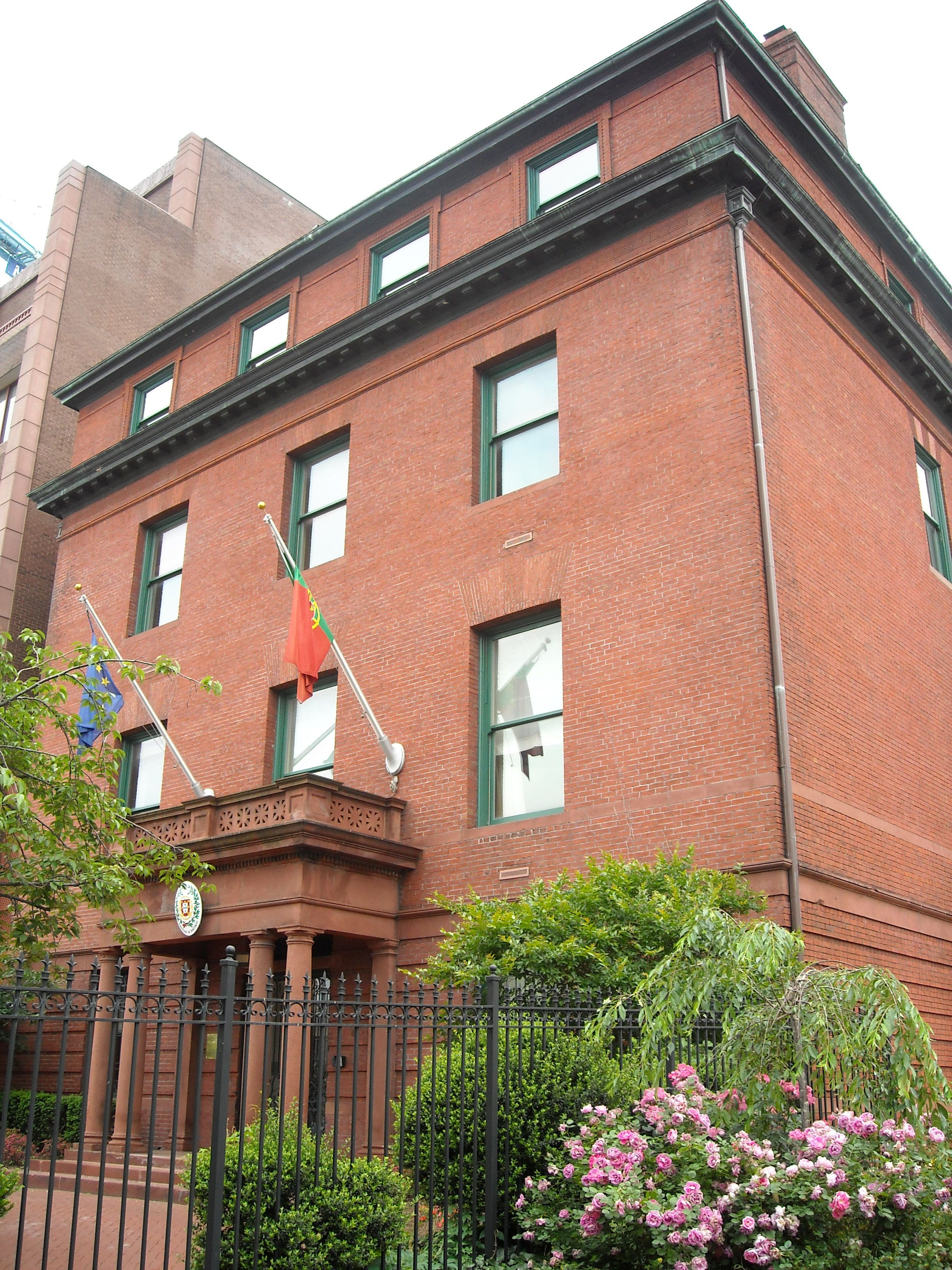
Portugals Botschaft in Washington

Die Liste der portugiesischen Botschafter in den Vereinigten Staaten listet die Botschafter Portugals in den Vereinigten Staaten auf. Die beiden Länder unterhalten seit 1783 diplomatische Beziehungen. Am 30. Oktober 1794 akkreditierte sich der erste portugiesische Botschafter in Washington.
Portugal unterhält seine Botschaft heute in der Massachusetts Avenue Nr. 2012.
Daneben unterhält Portugal in den USA sechs Generalkonsulate (Boston, New Bedford, New York, Newark, San Francisco und Providence) und zwölf Honorarkonsulate (Chicago, Hawaii, Houston, Indianapolis, Los Angeles, Miami, Naugatuck, New Orleans, Palm Coast, Phoenix, Tulare und in Puerto Rico).

## Missionschefs
| Name                                                                                      | Bild                                        | Amtszeit                                    | Anmerkungen |
| Flagge des Königreichs Portugal (1706–1816)                                               | Flagge des Königreichs Portugal (1706–1816) | Flagge des Königreichs Portugal (1706–1816) | Flagge des Königreichs Portugal (1706–1816) |
| ----------------------------------------------------------------------------------------- | ------------------------------------------- | ------------------------------------------- | --- |
| Cipriano Ribeiro Freire                                                                   |                                             | 30. Oktober 1794 –30. Januar 1801           | erster portugiesischer Diplomat in den USA; verließ am 7. April 1799 die Botschaft                                                                          |
| João Paulo Bezerra                                                                        |                                             | 1801                                        | |
| José Rademaker                                                                            |                                             | 24. April 1805– 10. Juli 1816               | Geschäftsträger der Botschaft und Konsul |
| Flagge des Königreichs Portugal (1816–1822)                                               |                                             |                                             | |
| José Correia da Serra                                                                     |                                             | 22. Juli 1816– 31. August 1820              | |
| José Amado Greon                                                                          |                                             | 4. Dezember 1820 –25. Juni 1822             | Interims-Geschäftsträger |
| Joaquim Barroso Pereira                                                                   |                                             | 27. Juni 1822– 17. August 1822              | Geschäftsträger |
| Francisco Solano Constâncio                                                               |                                             | 30. September 1822 –1823                    | Interims-Geschäftsträger |
| Joaquim Barroso Pereira                                                                   |                                             | 1824– 29. Januar 1829                       | Geschäftsträger, von König D. Pedro IV. entsandt |
| Portugal                                                                                  |                                             |                                             | |
| Jacobo Torlade Pereira de Azambuja                                                        |                                             | 29. Januar 1830 –1834                       | Geschäftsträger, von König D. Miguel I. entsandt; kam am 26. August 1828 in der Botschaft an                                                                |
| Joaquim César de la Figaniére e Morão                                                     |                                             | 11. Januar 1832 –28. August 1838            | Geschäftsträger, von König D Pedro IV. entsandt; verließ am 31. Mai 1838 die Botschaft                                                                      |
| João de Almeida de la Figaniére                                                           |                                             | 1. Juni 1838– 1. Oktober 1839               | Interims-Geschäftsträger |
| António Cândido de Faria                                                                  |                                             | 2. Oktober 1839– 20. November 1839          | Geschäftsträger, blieb bis zum 24. April 1840 in der Botschaft                                                                                              |
| Barão de Wiederhold                                                                       |                                             | 21. November 1839 –26. Dezember 1840        | Interims-Geschäftsträger, |
| Joaquim César de la Figaniére e Morão                                                     |                                             | 30. Dezember 1840 –24. Dezember 1866        | zweite Berufung, diesmal als ordentlicher Botschafter; bereits seit dem 27. Dezember 1840 Chef der Botschaft; seit dem 23. August 1854 auch Sondergesandter |
| Manuel Garcia da Rosa                                                                     |                                             | 24. Dezember 1866 –30. Mai 1867             | |
| Miguel Martins D'Antas                                                                    |                                             | 31. Mai 1867– 11. Dezember 1869             | Botschafter und Sondergesandter, bereits seit dem 30. Mai 1867 Chef der Botschaft; verließ am 26. Oktober 1869 die Botschaft                                |
| António Maria da Cunha Pereira Sotto Maior                                                |                                             | 26. Oktober 1869 –11. Januar 1872           | Interims-Geschäftsträger |
| João de Sousa Lobo                                                                        |                                             | 12. Januar 1872 –10. November 1874          | Botschafter und Sondergesandter, bereits seit dem 11. Januar 1872 Chef der Botschaft; verließ die Botschaft am 20. August 1874                              |
| Baron von Santana (Barão de Sant’Anna)                                                    |                                             | 11. November 1874 –27. September 1876       | Botschafter und Sondergesandter, verließ die Botschaft erst am 25. November 1876                                                                            |
| Gustavo Amsink                                                                            |                                             | 25. November 1876 –8. Oktober 1878          | Interims-Geschäftsträger |
| Jacinto Augusto de Santana e Vasconcelos Moniz de Bettencourt (2. Visconde das Nogueiras) |                                             | 8. Oktober 1878 –24. Januar 1888            | Botschafter und Sondergesandter |
| Baron von Almeirim (Braamcamp Freire)                                                     |                                             | 24. Januar 1888– 27. Oktober 1889           | Interims-Geschäftsträger |
| Tomaz de Sousa Rosa                                                                       |                                             | 23. Dezember 1889 –24. Mai 1894             | Botschafter und Sondergesandter, blieb bis zum 20. Juni 1894 in der Botschaft                                                                               |
| Ignácio Rodrigues da Costa Duarte                                                         |                                             | 20. Juni 1894 –3. Juli 1895                 | Interims-Geschäftsträger |
| Augusto de Sequeira Thedim                                                                |                                             | 3. Juli 1895– 21. November 1895             | |
| Luis Augusto M. de Pinto D' Azevedo Taveira                                               |                                             | 21. November 1895 –28. April 1896           | Interims-Geschäftsträger |
| Visconde de Santo Thyrso                                                                  |                                             | 6. Mai 1896 –24. Dezember 1901              | Botschafter und Sondergesandter, seit dem 28. April 1896 Chef der Botschaft; verließ am 30. September 1901 die Botschaft                                    |
| Luiz Augusto de Moura P. de Azevedo Taveira                                               |                                             | 7. Oktober 1901 –24. April 1902             | Interims-Geschäftsträger |
| Portugal                                                                                  |                                             |                                             | |
| José Francisco de Horta Machado da Franca (Visconde D'Alte)                               |                                             | 12. Mai 1902– 3. Oktober 1933               | Botschafter und Sondergesandter, seit dem 24. April 1902 Chef der Botschaft; verließ am 12. Mai 1933 die Botschaft                                          |
| Gabriel da Silva                                                                          |                                             | 12. Mai 1933– 15. September 1933            | Interims-Geschäftsträger |
| João António de Bianchi (3. Visconde de Bianchi)                                          |                                             | 17. September 1933 –23. Juli 1947           | Botschafter und Sondergesandter, bereits seit dem 15. September 1933 Chef der Botschaft; am 30. Juni 1944 Erhebung der Legation zur vollen Botschaft        |
| Pedro Teotónio Pereira                                                                    |                                             | 12. August 1948– 11. Februar 1950           | bereits seit dem 1. August 1948 Chef der Botschaft |
| Manuel Farrajota Rocheta                                                                  |                                             | 11. Februar 1950 –6. Juni 1950              | Interims-Geschäftsträger |
| Luis Esteves Fernandes                                                                    |                                             | 23. Juni 1950– 8. Juli 1961                 | bereits seit dem 6. Juni 1950 Chef der Botschaft |
| Pedro Teotónio Pereira                                                                    |                                             | 15. September 1961 –13. November 1963       | zweite Ernennung; bereits seit dem 14. August 1961 Chef der Botschaft                                                                                       |
| José Eduardo de Menezes Rosa                                                              |                                             | 13. November 1963 –2. März 1964             | Interims-Geschäftsträger |
| Vasco Vieira Garin                                                                        |                                             | 8. April 1964 –30. Juni 1971                | bereits seit dem 2. März 1964 Chef der Botschaft |
| António Cabrita Matias                                                                    |                                             | 30. Juni 1971– 23. November 1971            | Interims-Geschäftsträger |
| João Manuel Hall Themido                                                                  |                                             | 6. Dezember 1971 –13. Februar 1981          | bereits seit dem 6. Dezember 1971 Chef der Botschaft |
| Vasco Luís Caldeira Coelho Futcher Pereira                                                |                                             | 13. Juni 1981– 17. Mai 1982                 | bereits seit dem 4. Mai 1981 Chef der Botschaft |
| Leonardo Charles de Zaffiri Duarte Mathias                                                |                                             | 8. September 1982 –2. Juni 1986             | bereits seit dem 30. August 1982 Chef der Botschaft |
| João Eduardo Monteverde Pereira Bastos                                                    |                                             | 29. August 1986 –5. August 1991             | bereits seit dem 28. Juli 1986 Chef der Botschaft |
| Francisco José Laço Treichler Knopfli                                                     |                                             | 6. September 1991 –6. März 1995             | bereits seit dem 15. August 1991 Chef der Botschaft |
| Fernando António de Lacerda Andresen Guimarães                                            |                                             | 5. Mai 1995– 13. Mai 1999                   | bereits seit dem 26. März 1995 Chef der Botschaft |
| João Alberto Bacelar da Rocha Páris                                                       |                                             | 10. August 1999 –9. Januar 2002             | bereits seit dem 18. Mai 1999 Chef der Botschaft |
| Pedro Manuel dos Reis Alves Catarino                                                      |                                             | 9. Oktober 2002– 5. Dezember 2006           | |
| João de Vallera                                                                           |                                             | 1. Juni 2007– 16. Januar 2011               | |
| Nuno Filipe Alves Salvador e Brito                                                        |                                             | 23. Februar 2011 –4. Oktober 2015           | bereits seit dem 7. Februar 2011 Chef der Botschaft |
| Domingos Teixeira de Abreu Fezas Vital                                                    |                                             | seit dem 28. Januar 2016                    | |